# تعلبایا
تعلبایا (به عربی: تعلبایا) یک منطقهٔ مسکونی در لبنان است که در شهرستان زحله واقع شده‌است. تعلبایا ۹۱۰ متر بالاتر از سطح دریا واقع شده‌است.